# Chesiadodes dissimilis
Chesiadodes dissimilis är en fjärilsart som beskrevs av Frederick H. Rindge 1973. Chesiadodes dissimilis ingår i släktet Chesiadodes och familjen mätare. Inga underarter finns listade i Catalogue of Life.